# 漢多博基夫卡
52°4′12″N 32°28′59″E / 52.07000°N 32.48306°E
漢多博基夫卡（烏克蘭語：Хандобоківка），是烏克蘭北部的村莊，隸屬切爾尼希夫州的諾夫霍羅德-錫韋爾斯基區。該村始建於1961年，面積0.02平方公里，海拔高度156米，2001年人口4，人口密度每平方公里200人。

## 更名
2016年2月4 日，乌克兰最高拉达（国会）通过了一项决议，将Першотравневе村改名为Хандобоківка村，恢复了其历史上在布尔什维克时代之前的名字。